# Хебибабад (Исфахан)
Хебибаба́д (перс. حبیب‌آباد‎) — город в центральном Иране, в провинции Исфахан. Входит в состав шахрестана Борхар-э-Мейме.

## География
Город находится в юго-западной части Исфахана, в гористой местности восточного Загроса, на высоте 1560 метров над уровнем моря.
Хебибабад расположен на расстоянии приблизительно 13 километров к северо-северо-востоку (NNE) от Исфахана, административного центра провинции и на расстоянии 310 километров к юго-юго-востоку (SSE) от Тегерана, столицы страны.

## Население
По данным переписи, на 2006 год население составляло 9 078 человек.
В национальном составе преобладают персы, в конфессиональном — мусульмане-шииты.